# تورلو أوكارولان
تورلو أوكارولان عزف هارب أيرلندي ويعتبر آخر العازفين القدماء والوحيد الذي عاشت أغانيه بينهم بكلماتها وألحانها بأكثر من 200 أغنية.
ولد تقريبا عام 1670م في مقاطعة ميث وكان ابن سباك حديد وفقد بصره في سن الثامنة عشرة بعد أن أصيب بالجدري وكان صديقا للسيدة مكديرموت زوجة مدير أبيه عينته كمرافق وعازف هارب وساندته لثلاث سنوات وهو يتدرب ثم أعطته المال ومرشدا وحصانا وسافر في أنحاء أيرلندا ورغم أنه لم يعتبر ماهرا في العزف إلا أنه نال الاحترام كملحن وشاعر توفي في 25 مارس 1738م.

## روابط خارجية
- تورلو أوكارولان على موقع الموسوعة البريطانية (الإنجليزية)
- تورلو أوكارولان على موقع ميوزك برينز (الإنجليزية)
- تورلو أوكارولان على موقع قاعدة بيانات الأفلام السويدية (السويدية)
- تورلو أوكارولان على موقع ديسكوغز (الإنجليزية)